# Poncé-sur-le-Loir
Poncé-sur-le-Loir és un municipi francès situat al departament del Sarthe i a la regió de País del Loira. L'any 2007 tenia 394 habitants.

## Demografia

### Població
El 2007 la població de fet de Poncé-sur-le-Loir era de 394 persones. Hi havia 200 famílies de les quals 92 eren unipersonals (32 homes vivint sols i 60 dones vivint soles), 56 parelles sense fills, 32 parelles amb fills i 20 famílies monoparentals amb fills.
La població ha evolucionat segons el següent gràfic:
Habitants censats

### Habitatges
El 2007 hi havia 277 habitatges, 197 eren l'habitatge principal de la família, 61 eren segones residències i 19 estaven desocupats. 259 eren cases i 14 eren apartaments. Dels 197 habitatges principals, 143 estaven ocupats pels seus propietaris, 47 estaven llogats i ocupats pels llogaters i 7 estaven cedits a títol gratuït; 1 tenia una cambra, 24 en tenien dues, 64 en tenien tres, 48 en tenien quatre i 61 en tenien cinc o més. 138 habitatges disposaven pel capbaix d'una plaça de pàrquing. A 97 habitatges hi havia un automòbil i a 65 n'hi havia dos o més.

### Piràmide de població
La piràmide de població per edats i sexe el 2009 era:
| Homes | Edats   | Dones |
| ----- | ------- | ----- |
| 0     | 95 o +  | 0     |
| 0     | 90 a 94 | 4     |
| 4     | 85 a 89 | 4     |
| 0     | 80 a 84 | 12    |
| 24    | 75 a 79 | 12    |
| 20    | 70 a 74 | 12    |
| 12    | 65 a 69 | 28    |
| 8     | 60 a 64 | 12    |
| 12    | 55 a 59 | 8     |
| 12    | 50 a 54 | 8     |
| 16    | 45 a 49 | 4     |
| 16    | 40 a 44 | 24    |
| 12    | 35 a 39 | 16    |
| 8     | 30 a 34 | 20    |
| 4     | 25 a 29 | 4     |
| 12    | 20 a 24 | 0     |
| 12    | 15 a 19 | 20    |
| 12    | 10 a 14 | 24    |
| 12    | 5 a 9   | 16    |
| 12    | 0 a 4   | 4     |

## Economia
El 2007 la població en edat de treballar era de 227 persones, 165 eren actives i 62 eren inactives. De les 165 persones actives 144 estaven ocupades (77 homes i 67 dones) i 21 estaven aturades (9 homes i 12 dones). De les 62 persones inactives 26 estaven jubilades, 18 estaven estudiant i 18 estaven classificades com a «altres inactius».

### Ingressos
El 2009 a Poncé-sur-le-Loir hi havia 184 unitats fiscals que integraven 368,5 persones, la mediana anual d'ingressos fiscals per persona era de 15.433 €.

### Activitats econòmiques
Dels 16 establiments que hi havia el 2007, 1 era d'una empresa extractiva, 1 d'una empresa alimentària, 4 d'empreses de fabricació d'altres productes industrials, 3 d'empreses de construcció, 4 d'empreses de comerç i reparació d'automòbils, 1 d'una empresa d'hostatgeria i restauració, 1 d'una entitat de l'administració pública i 1 d'una empresa classificada com a «altres activitats de serveis».
Dels 4 establiments de servei als particulars que hi havia el 2009, 2 eren guixaires pintors, 1 electricista i 1 perruqueria.
Dels 3 establiments comercials que hi havia el 2009, 1 era una botiga de menys de 120 m², 1 una fleca i 1 una llibreria.
L'any 2000 a Poncé-sur-le-Loir hi havia 15 explotacions agrícoles que ocupaven un total de 568 hectàrees.

## Equipaments sanitaris i escolars
El 2009 hi havia una escola elemental integrada dins d'un grup escolar amb les comunes properes formant una escola dispersa.

## Poblacions més properes
El següent diagrama mostra les poblacions més properes.